# Zoukougbeu (département)
Le département de Zoukougbeu est un département de la région du Haut-Sassandra (anciennement dans le district de Sassandra-Marahoué), en Côte d'Ivoire. En 2014, sa population était de 110 514 habitants. Son chef-lieu est Zoukougbeu. Les sous-préfectures du département sont Domangbeu, Grégbeu, Guessabo et Zoukougbeu. 

## Histoire
Le département de Zoukougbeu a été créé en 2008 en tant que subdivision de second niveau via une division du département de Daloa. À sa création, il faisait partie de la région du Haut-Sassandra. 
En 2011, les districts ont été introduits en tant que nouvelles subdivisions de premier niveau en Côte d'Ivoire. Dans le même temps, les régions ont été réorganisées et sont devenues des subdivisions de second niveau et tous les départements ont été convertis en subdivisions de troisième niveau. À cette époque, le département de Zoukougbeu faisait toujours partie de la région du Haut-Sassandra, au sein du nouveau district de Sassandra-Marahoué. Les districts sont supprimés en 2014.